# غلامرضا نوری قزلجه
غلامرضا نوری قزلجه (زادهٔ ۱۳۴۹) سیاستمدار و مدیر اجرایی ایرانی است که از سال ۱۴۰۳ به عنوان وزیر جهاد کشاورزی در دولت چهاردهم فعالیت می‌کند.
وی سابقه نمایندگی در مجلس شورای اسلامی و عضویت در کمیسیون کشاورزی، آب و منابع طبیعی و ریاست فراکسیون مستقلین ولایی مجلس شورای اسلامی از حوزهٔ انتخابیهٔ بستان‌آباد در استان آذربایجان شرقی را در کارنامه خود دارد. غلامرضا نوری قزلجه
از ۳۱ مرداد ۱۴۰۳ با رأی اعتماد مجلس شورای اسلامی تصدی وزارت جهاد کشاورزی در دولت چهاردهم را بر عهده دارد.

## سوابق
- معاونت پارلمانی وزارت ارتباطات و فناوری اطلاعات
- معاون اجرایی علی لاریجانی به عنوان رئیس مجلس
- مشاور استاندار آذربایجان غربی
- مدیرکل دفتر هماهنگی امور اقتصادی استانداری آذربایجان شرقی
- مشاور وزیر جهاد کشاورزی[۴]

## عملکرد به‌عنوان وزیر جهاد کشاورزی در دولت پزشکیان
وی به‌عنوان نماینده مجلس به سمت وزارت کشاورزی در دولت مسعود پزشکیان منصوب گردید و از نمایندگی استعفا داد. در جلسه رای اعتماد مجلس، کوثری به‌عنوان نماینده مخالف وی گفت: «گزینه پیشنهادی وزارت جهاد کشاورزی فقط در سطح شهرستان و استان مسئولیت داشته، در حالی که مسئولیت وزارت کار ساده‌ای نیست.»

### قوم‌گرایی و پارتی‌بازی
یکی از مشکلات وزارت جهاد کشاورزی در دولت قبل انتصابات فامیلی توسط سید جواد ساداتی نژاد نصرآبادی وزیر وقت بود. وی افرادی همچون «محمد علی نصیری نصرآبادی» (برادر زن) را به‌عنوان مدیرکل حراست وزارت جهاد کشاورزی منصوب کرد که قبلاً سابقه بازداشت به اتهام فساد را داشت و سابقه کاری مرتبط و مناسبی نیز نداشتند. نوری قزلجه نه تنها این رویه اصلاح نکرد بلکه آشنایان ساداتی نژاد را برکنار و دوستان و همزبانان خودش را جایگزین کرد.
1. بهرنگ نجاتی؛ وی در اولین انتصاب در ۵ شهریور ۱۴۰۳ رئیس دفتر خودش را به‌عنوان مشاور وزیر و سرپرست دفتر وزارتی جهاد کشاورزی منصوب کرد.[۹][۱۰][۱۱]
2. هوشنگ محمدی؛ وی در انتخابات ریاست جمهوری ۱۴۰۳ ریاست «ستاد مردمی کشاورزی و عشایری» یک کاندیدای دیگر را بر عهده داشت اما توسط نوری قزلجه به سمت سرپرست شرکت مادر تخصصی خدمات کشاورزی منصوب گردید. وی فرماندار اسبق خلخال بوده است.[۱۲][۱۳]
3. مرتضی اردستانی؛ رئیس حراست وزارت جهاد کشاورزی[۱۴]
4. اکبر فتحی؛ وی که قبلاً رئیس جهاد کشاورزی آذربایجان شرقی بوده است در دولت پزشکیان به سمت معاون برنامه‌ریزی و امور اقتصادی وزارت جهاد کشاورزی و دبیر «ستاد هماهنگی امنیت غذایی» منصوب گردید.[۱۵]

وی در ۲۱ مهر «کمیته انتخاب و انتصاب مدیران وزارت جهاد کشاورزی» را تشکیل داد که اغلب آنان نیز از همزبانان وی هستند. («شاهپور علائی‌مقدم» سرپرست معاونت توسعه مدیریت و منابع را به عنوان رئیس کمیته انتخاب و انتصاب مدیران وزارت جهاد کشاورزی، «سیدحمزه رضوی» مدیرکل امور اداری را به عنوان دبیر کمیته و «اکبر فتحی» سرپرست معاونت برنامه‌ریزی و اقتصادی، «مرتضی اردستانی» مشاور وزیر و رئیس سازمان حراست و «بهرنگ نجاتی» مشاور وزیر و سرپرست حوزه وزارتی)

#### تغییر نمایندگان در شورای سازمان نظام دامپزشکی
۲ ماه مانده به برگزاری انتخابات شورای سازمان نظام دامپزشکی در دی ماه ۱۴۰۳، نوری قزلجه ۲ بازنشسته در حدود ۷۰ ساله که یکی از آنان دارای محکومیت در پرونده فساد بود را به‌عنوان نماینده در شورای سازمان نظام دامپزشکی منصوب کرد. وزیر جهاد کشاورزی سوای اقدام عجیب فوق، شخصاً و برخلاف رویه و تکلیف، طی مکاتباتی با ارگان‌های دولتی صاحب صندلی عضویت (با بهانه تشکیل هیئت نظارت!) خواستار معرفی نمایندگان جدید آنها شده بود که حکایت از جریان‌سازی مشخص در این خصوص دارد و شائبه اثر گذاری بر نتیجه انتخابات را ایجاد می‌کند.
1. عباسعلی مطلبی مغانجوقی
2. سعید چرخکار

مغانجویی به دلیل دریافت رشوه از شرکت دمیک (وارد کننده داروهای دامی) در سال ۱۳۸۱ در کنار ده‌ها نفر دیگر از مقامات این سازمان در دادگاه محکوم شده بود اما در دولت‌های مختلف همچنان به‌عنوان مشاور منصوب می‌گردد.

### افزایش قیمت سیب زمینی و حبوبات
در زمستان ۱۴۰۳ قیمت سیب زمینی و حبوبات دچار افزایش شدید شد. برخی از فعالان کشاورزی سو مدیریت در این وازرت خانه، عدم انبار کردن ذخیره احتیاطی و صدور مجوز برای صادرات سیب زمینی هرمزگان به میزان ۷۰ درصد را عامل آن دانستند. نوری قزلچه ابتدا ادعا کرد طبق قانون نمی‌توان صادرات را منع کرد و سپس مدعی شد که احتکار عامل افزایش قیمت بوده و با واردات قdمت کاهش پیدا می‌کند. نهایتاً در نیمه اسفند صادرات به مدت ۲ ماه ممنوع شد.
پزشکیان در جلسه ای در ۲۳ اسفند ۱۴۰۳ گفت: «اینکه الان دلار گران شده به اجناسی که از قبل داخل انبار بوده چه ارتباطی دارد؟ چرا این همه نوسان هست؟ وقتی داده داشته باشم می‌فهم این کارها را بکنم که اجناس گران نشود. وقتی نوسان وجود دارد یعنی من بلد نیستم بازار را مدیریت کنم. فقط منظورم شما نیستید.»